# Grafschaft Marle
Die Herrschaft und spätere Grafschaft Marle war ein nordfranzösisches Lehen mit dem Ort Marle im späteren Département Aisne als Zentrum. Das Gebiet gehörte im 10./11. Jahrhundert einem Angehörigen des Hauses Roucy und wurde in den folgenden Jahrhunderten oft in weiblicher Linie an verschiedene Familien vererbt.
Der bekannteste Graf von Marle ist Robert von Bar, der – nachdem ihm sein Erbe, das Herzogtum Bar, vorenthalten worden war – 1413 (unter anderem) mit der Grafschaft Marle entschädigt wurde. Mit Roberts einziger Tochter Johanna kam die Grafschaft an das Haus Luxemburg-Ligny, später dann an die Bourbonen.

## Herren und Grafen von Marle

### Haus Roucy
- Liétaud de Roucy, Herr von Marle, Sohn von Giselbert, Graf von Roucy († 991/1000)
  - Ade de Roucy, dessen Tochter; ⚭ Enguerrand I. de Coucy, 1085 Graf von Amiens

### Haus Boves
- Thomas de Coucy, † 1130/31, deren Sohn, Seigneur de Marle
- Enguerrand II. de Coucy, 1131/37 bezeugt, dessen Sohn, Seigneur de Coucy, de Marle et de La Fère
- Raoul I. de Coucy, X 1191, dessen Sohn, Seigneur de Coucy, de Marle et de La Fère etc.
- Enguerrand III. de Coucy, † 1243, Seigneur de Coucy, de Marle et de La Fère etc., 1202 Graf von Roucy, 1205 Graf von Le Perche
- Raoul II. de Coucy, X 1250, dessen Sohn, Seigneur de Coucy, de Marle et de La Fère
- Enguerrand IV. de Coucy, † 1310, dessen Bruder, Vizegraf von Meaux, 1250 Seigneur de Coucy, de Marle et de La Fère
  - Alix de Coucy, dessen Schwester; ⚭ Arnould III., Graf von Guînes, † nach 1282

### Haus Gent
- Enguerrand V. de Guînes, † nach 1321, deren Sohn, Seigneur de Coucy, de La Fère, de Marle, d’Oisy, de Montmirail et de Condé-en-Brie
- Guillaume de Coucy, † 1335, Seigneur de Coucy, de Marle, de La Fère, d’Oisy et de Montmirail
- Enguerrand VI., † 1344, 1335 Seigneur de Coucy, de Marle, de La Fère et d’Oisy
- Enguerrand VII. de Coucy, † 1398, 1347 Seigneur de Coucy, de Marle etc., 1365 Earl of Bedford, Graf von Soissons
  - Marie, † 1405, Comtesse de Soissons, Erbin von Coucy und Oisy; ⚭ Heinrich von Bar, X 1396

### Haus Dampierre
- Robert von Flandern, † 1331, Comte de Marle, Sohn von Robert III., Graf von Flandern
  - Yolande von Flandern, † 1395, dessen Tochter, Erbin von Marle, ⚭ Heinrich IV., † 1344, 1337 Graf von Bar

### Haus Scarponnois
- - Eduard II., deren Sohn, Graf von Bar
  - Robert I., dessen Sohn, Graf und später Herzog von Bar
  - Heinrich von Bar, † 1397, dessen Sohn
- Robert von Bar, † 1415, dessen Sohn, 1413 Comte de Marle et de Soissons (Haus Scarponnois)
- Jeanne de Bar, Comtesse de Marle et de Soissons, † 1462, dessen Tochter; ⚭ Louis I. de Luxembourg, Graf von Saint-Pol etc., Connétable von Frankreich, † hingerichtet 1475

### Haus Luxemburg-Ligny
- Jean de Luxembourg, † 1476, 1462 Graf von Marle und Soissons, deren Sohn
- Pierre II. de Luxembourg, † 1482, dessen Bruder, 1475 Graf von Saint-Pol, Brienne und Roucy, 1476 Graf von Marle und Soissons
- Marie de Luxembourg, † 1546, dessen Tochter, Gräfin von Saint-Pol, Marle und Soissons, ⚭ I  Jakob von Savoyen, Graf von Romont, † 1486; ⚭ II François de Bourbon, comte de Vendôme, † 1495
- Pierre I. de Rohan, † 1513, Seigneur de Gié, du Vergier, de Ham, Comte de Marle, 1476 Marschall von Frankreich, 1485 Prince

### Bourbonen
- Charles IV. de Bourbon, 1495 Graf von Vendôme, Soissons, Marle und Enghien, Sohn von François de Bourbon und Marie de Luxembourg
- Louis de Bourbon, † 1516, dessen Sohn, Graf von Marle
  - Antoine de Bourbon, duc de Vendôme, † 1562, dessen Bruder
- Louis Charles de Bourbon († 1557), dessen Sohn, Graf von Marle

### Weitere Grafen von Marle
- Armand-Charles de La Porte (1632–1713) Duc de La Meilleraye et de Mazarin, Comte de Marle etc.